# Divadlo fórum
Divadlo fórum je typ divadla, jehož zakladatelem je brazilský divadelní režisér Augusto Boal (1931–2009). Využívá zapojení diváků do představení jako diváků i herců, s možností představení zastavit a změnit. Problémy, kterými se divadlo fórum zabývá, se často vztahují k oblastem sociální spravedlnosti, s cílem prozkoumat v představení možnosti řešení.
Augusto Boal původně vystudoval chemii. Později se začal nejprve amatérsky, posléze systematicky věnovat divadlu. Jeho vědecká stáž ve Spojených státech byla zástěrkou pro jeho dramatické aktivity v New Yorku.
Po návratu do Brazílie se Boal zaměřil především na politická témata a vyhledával publikum v sociálně slabých skupinách. Po jednom vystoupení se silně revolučním tónem byl vyzván jedním vesničanem, aby se připojil k ozbrojenému odporu. Boal si uvědomil, že předkládá svým divákům řešení, která by on sám v jejich situaci nevolil. Od té doby předkládal svým divákům především otevřené problémy. Později umožnil divákovi vstup na pódium. Svoji metodu nazval Divadlo Fórum.
Základem této metody je krátký, zpravidla otevřený příběh. Téma je silně problémové a má za cíl vzbudit negativní reakci. Příběh předkládá nekorektní vztahy a chybné postoje. Moderátor poté oznámí, že se příběh bude hrát znovu. Diváci mají možnost se přihlásit a navrhnout jednotlivým postavám, co by měli udělat jinak. Herci se pak pokusí zahrát své role tak, aby vyhověli požadavkům diváků. Zároveň je možné, aby divák zkusil zahrát roli lépe, nebo prostě tak, jak by se zachoval v dané situaci.
V sedmdesátých letech 20. století se jistý Brazilec Augusto Boal začal zabývat využitím divadla jako obranou proti politickému útlaku. Jezdil po Brazílii a sehrával divadelní představení, ve kterých herci řešili útlaky (rasistický fyzický i psychický útlak, domácí násilí, politický útlak aj.) a ukázal divákům, jak by mohli své problémy oni sami vyřešit. Jenže při jednom představení se některý divák ohradil, jak oni (herci) mohou dávat „návod“ k řešení, když sami neřeší právě tyto problémy. Proto se A. Boal rozhodl, že herci nebudou řešit problémy, nýbrž je pouze nastolí a společnou debatou s diváky se budou snažit vyřešit daný problém. Augustovo divadlo umožňovalo větší interakci mezi herci a diváky. Divák již nebyl pouhým příjemcem, ale také mohl ovlivnit děj svou myšlenkou a názorem. Divákovy nápady se ověřovaly přímo na jevišti. Divák navrhl možné řešení a herci jej sehráli i s následky. Takto koncipované divadlo již bylo více přijatelné pro diváky, avšak herci neměli tolik vnitřních zkušeností s danými problémy. A tak se stalo, že při jistém představení jedna paní v hledišti byla natolik nespokojena s tím, jak herci na jevišti reagují, až ji A. Boal vyzval, aby ona sama dohrála onen příběh. Tento moment podnítil vznik Divadla fórum, kdy diváci si mění role s herci a stávají se tak spoluaktéry – spoluherci, ne jen pasivními diváky. A. Boal využívá pro označení těchto diváků slovní hříčku „spect-actors“ – (diváko-herci).
Tento druh divadla šířil A. Boal dále do Evropy, kde však prošel jistými změnami. V Evropě je jiný druh útlaku než v Jižní Americe. Týká se spíše problémů osobních a psychologických než problémů politických, jak tomu bylo v Brazílii.
Typické a nutné pro DF je to, že se při každé realizaci se řeší jistý útlak buď určité sociální skupiny, nebo jednotlivce. Častými tématy (útlaky) je šikana, drogy, alkohol, vyčleňování jednotlivce ze společnosti kvůli jeho odlišnostem, hledání vlastní identity (druh psychologického útlaku).
Herci vytvoří na aktuální problém příběh (zhruba 5 scén: expozice, kolize, krize, peripetie, katastrofa), který končí pro hlavního protagonistu špatně, až katastrofálně a sehrají jej účastníkům. Ti jsou již poté dále vedeni JOKEREM, který má funkci zprostředkovatele mezi herci a diváky. Jedná se o důležitou postavu DF, neboť ten plní funkci režiséra, pomocníka, vedoucího dílny, konferenciéra, rozhodčího. Je stejně nestranný, jako je nestranný joker (žolík) v balíčku karet. Nepatří k žádné barvě, ale míchá se mezi ně.
Po prvním sehrání příběhu joker rekapituluje spolu s účastníky příběh. O čem to bylo, jaké jsme viděli postavy, jací jsou, jaké kdo má motivace ke svému jednání, jak to celé dopadlo, kdo je hlavní hrdina, kdo utlačuje, kdo je utlačován apod.
Poté následuje opětovné sehrání stejného příběhu, ovšem s tou výjimkou, že účastníci mohou kdykoli zastavit děj a navrhnout jiné řešení, jiné rozhodnutí hrdiny. V ideálním případě se ten, co navrhuje řešení stane hercem a vyzkouší si na vlastní kůži jaké to je, když se někomu postaví a jaké to může mít důsledky. Pokračuje se dál, ovšem už s tím, jaká změna proběhla. Účastníci mají možnost vidět následky svých rozhodnutí, ovšem stále v bezpečné rovině fikce. Účastníci si skrze DF uvědomují, že mají možnost řešit problémy více způsoby. To je to, v čem je DF výjimečné. Můžeme si vyzkoušet několik možných řešení jednoho problému a vidíme také několik možných následků. A vše v bezpečí fikce. Neřešíme přece náš problém, ale problém hlavního hrdiny. Spousta z účastníků se samozřejmě ztotožní s hlavním hrdinou (mohou zažívat něco podobného), ale vždy mohou ventilovat své pocity skrze roli.